# Serie A2 2014-2015 (pallanuoto maschile)
La Serie A2 2014-2015 è stata la 31ª edizione di questo torneo, che dal 1985 rappresenta il secondo livello del campionato italiano maschile di pallanuoto.
La regular season si è aperta il 15 novembre 2014 e si è conclusa il 16 maggio 2015, mentre le fasi di Play-off e Play-out sono scattate il 30 maggio e si sono concluse con le gare 3 delle finali promozione il 6 giugno.
Tra le 24 squadre partecipanti, le due retrocesse dalla Serie A1 sono Albaro Nervi e Promogest; le quattro squadre promosse dalla Serie B sono: Rari Nantes Arenzano, Plebiscito Padova, Circolo Canottieri 7 Scogli e Rari Nantes Arechi. La regione più rappresentata è stata la Liguria, con dieci club iscritti.

## Squadre partecipanti

### Girone Nord
| Club              | Città         | Piscina                                            | Stagione 2013-2014                                 |
| ----------------- | ------------- | -------------------------------------------------- | -------------------------------------------------- |
| Albaro Nervi      | Genova        | Stadio del Nuoto di Albaro                         | 12ª in Serie A1; retrocessa                        |
| Brescia           | Brescia       | Piscina Lamarmora                                  | 10ª nel girone Nord di Serie A2; salva ai Play-out |
| Chiavari          | Chiavari (GE) | Piscina Mario Ravera                               | 7ª nel girone Nord di Serie A2                     |
| Arenzano          | Arenzano (GE) | Piscina comunale                                   | 1ª nel girone 1 di Serie B; promossa ai Play-off   |
| Camogli           | Camogli (GE)  | Piscina "Giuva Baldini"                            | 8ª nel girone Nord di Serie A2                     |
| Imperia           | Imperia       | Piscina Felice Cascione                            | 11ª nel girone Nord di Serie A2; salva ai Play-out |
| Sori              | Sori (GE)     | Piscina comunale                                   | 6ª nel girone Nord di Serie A2                     |
| Lavagna '90       | Lavagna (GE)  | Piscina Parco del Tigullio                         | 4ª nel girone Nord di Serie A2                     |
| Quinto            | Genova        | Stadio del Nuoto "Gianni Vassallo" (Bogliasco, GE) | 3ª nel girone Nord di Serie A2                     |
| Plebiscito Padova | Padova        | Centro Sportivo del Plebiscito                     | 1ª nel girone 2 di Serie B; promossa ai Play-off   |
| Torino '81        | Torino        | Piscina Stadio Monumentale                         | 5ª nel girone Nord di Serie A2                     |
| Trieste           | Trieste       | Polo Natatorio Città di Trieste "Bruno Bianchi"    | 2ª nel girone Nord di Serie A2; finalista Play-off |

### Girone Sud
| Club              | Città                  | Piscina                                     | Stagione 2013-2014                                |
| ----------------- | ---------------------- | ------------------------------------------- | ------------------------------------------------- |
| President Bologna | Bologna                | Centro sportivo dello Sterlino              | 6ª nel girone Nord di Serie A2                    |
| 7 Scogli          | Siracusa               | Piscina Comunale                            | 1ª nel girone 4 di Serie B; promossa ai Play-off  |
| Catania           | Catania                | Piscina Comunale "F. Scuderi"               | 4ª nel girone Sud di Serie A2                     |
| Civitavecchia     | Civitavecchia (RM)     | Pala Enel "Marco Galli"                     | 1ª nel girone Sud di Serie A2; finalista Play-off |
| Muri Antichi      | Tremestieri Etneo (CT) | Piscina Comunale "F. Scuderi" (CT)          | 10ª nel girone Sud di Serie A2                    |
| Arechi            | Salerno                | Piscina comunale                            | 2ª nel girone 4 di Serie B; promossa ai Play-off  |
| RN Latina         | Latina                 | Pala Enel "Marco Galli" (Civitavecchia, RM) | 8ª nel girone Sud di Serie A2                     |
| Salerno           | Salerno                | Piscina Simone Vitale                       | 7ª nel girone Sud di Serie A2                     |
| Ortigia           | Siracusa               | Piscina Paolo Caldarella                    | 2ª nel girone Sud di Serie A2; finalista Play-off |
| Promogest         | Quartu Sant'Elena (CA) | Piscina Centro Nuoto                        | 11ª in Serie A1; retrocessa                       |
| Roma Nuoto        | Roma                   | Stadio Olimpico del Nuoto                   | 9ª nel girone Sud di Serie A2                     |
| Telimar Palermo   | Palermo                | Piscina olimpionica comunale di Palermo     | 5ª nel girone Sud di Serie A2                     |

## Regular season

### Girone Nord

#### Classifica
|  |     | Regular season 2014-2015 | Pti | G  | V  | N | P  | GF  | GS  | DR   |
|  | --- | ------------------------ | --- | -- | -- | - | -- | --- | --- | ---- |
|  | 1.  | Trieste                  | 63  | 22 | 21 | 0 | 1  | 267 | 136 | +131 |
|  | 2.  | Sori                     | 51  | 22 | 16 | 3 | 3  | 214 | 137 | +77  |
|  | 3.  | Quinto                   | 46  | 22 | 14 | 4 | 4  | 191 | 135 | +56  |
|  | 4.  | Lavagna '90              | 44  | 22 | 14 | 2 | 6  | 214 | 158 | +56  |
|  | 5.  | Camogli                  | 41  | 22 | 13 | 2 | 7  | 201 | 168 | +33  |
|  | 6.  | Chiavari                 | 30  | 22 | 9  | 3 | 10 | 161 | 175 | -14  |
|  | 7.  | Torino '81               | 27  | 22 | 8  | 3 | 11 | 203 | 207 | -4   |
|  | 8.  | Albaro Nervi             | 24  | 22 | 7  | 3 | 11 | 151 | 171 | -20  |
|  | 9.  | Plebiscito Padova        | 23  | 22 | 6  | 5 | 11 | 188 | 214 | -34  |
|  | 10. | Imperia                  | 19  | 22 | 5  | 3 | 14 | 151 | 217 | -66  |
|  | 11. | Arenzano                 | 14  | 22 | 4  | 2 | 16 | 168 | 249 | -81  |
|  | 12. | Brescia                  | 0   | 22 | 0  | 0 | 22 | 136 | 270 | -134 |

#### Calendario e risultati
| 15-11-14 | 1ª giornata          | 21-02-14 |
| 7-6      | Lavagna - Chiavari   | 3-4      |
| 10-13    | Plebiscito - Trieste | 5-15     |
| 4-5      | Nervi - Arenzano     | 9-6      |
| 10-4     | Quinto - Imperia     | 9-7      |
| 8-15     | Brescia - Torino     | 5-8      |
| 7-3      | Sori - Camogli       | 10-10    |

| 06-12-14 | 4ª giornata          | 14-03-15 |
| 10-8     | Imperia - Plebiscito | 8-13     |
| 18-4     | Lavagna - Brescia    | 11-8     |
| 11-7     | Camogli - Arenzano   | 11-8     |
| 11-12    | Torino - Quinto      | 5-11     |
| 9-1      | Trieste - Nervi      | 8-2      |
| 7-13     | Chiavari - Sori      | 6-11     |

| 10-01-15 | 7ª giornata         | 11-04-15 |
| 8-9      | Camogli - Trieste   | 6-11     |
| 14-8     | Nervi - Plebiscito  | 10-8     |
| 10-10    | Torino - Imperia    | 5-8      |
| 8-7      | Quinto - Lavagna    | 5-5      |
| 11-7     | Sori - Brescia      | 8-3      |
| 6-8      | Arenzano - Chiavari | 8-8      |

| 31-01-15 | 10ª giornata         | 02-05-15 |
| 10-9     | Lavagna - Torino     | 12-5     |
| 8-8      | Plebiscito - Camogli | 9-12     |
| 5-6      | Nervi - Imperia      | 6-3      |
| 6-10     | Brescia - Arenzano   | 7-11     |
| 4-6      | Chiavari - Trieste   | 4-15     |
| 7-4      | Sori - Quinto        | 11-11    |

| 22-11-14 | 2ª giornata           | 28-02-15 |
| 5-10     | Imperia - Lavagna     | 6-11     |
| 13-8     | Camogli - Nervi       | 7-4      |
| 11-10    | Torino - Sori         | 7-9      |
| 21-6     | Trieste - Brescia     | 16-4     |
| 9-7      | Chiavari - Plebiscito | 9-9      |
| 7-12     | Arenzano - Quinto     | 5-17     |

| 13-12-14 | 5ª giornata          | 21-03-15 |
| 13-5     | Camogli - Imperia    | 11-4     |
| 9-8      | Nervi - Chiavari     | 8-8      |
| 6-8      | Quinto - Trieste     | 8-9      |
| 8-14     | Brescia - Plebiscito | 11-12    |
| 9-7      | Sori - Lavagna       | 9-7      |
| 13-13    | Arenzano - Torino    | 8-13     |

| 17-01-15 | 8ª giornata         | 18-04-15 |
| 6-15     | Imperia - Sori      | 1-8      |
| 15-9     | Lavagna - Arenzano  | 11-5     |
| 8-8      | Plebiscito - Quinto | 2-7      |
| 12-5     | Trieste - Torino    | 8-5      |
| 4-11     | Brescia - Nervi     | 4-12     |
| 5-10     | Chiavari - Camogli  | 10-11    |

| 14-02-15 | 11ª giornata        | 16-05-15 |
| 8-9      | Imperia - Chiavari  | 5-10     |
| 7-5      | Camogli - Brescia   | 14-10    |
| 14-5     | Torino - Plebiscito | 10-11    |
| 14-12    | Trieste - Lavagna   | 11-10    |
| 2-2      | Quinto - Nervi      | 10-3     |
| 4-9      | Arenzano - Sori     | 7-20     |

| 29-11-14 | 3ª giornata          | 07-03-15 |
| 12-12    | Plebiscito - Lavagna | 4-9      |
| 12-12    | Nervi - Torino       | 7-11     |
| 8-5      | Quinto - Camogli     | 9-8      |
| 8-12     | Brescia - Chiavari   | 6-7      |
| 7-5      | Sori - Trieste       | 4-8      |
| 10-7     | Arenzano - Imperia   | 7-8      |

| 20-12-14 | 6ª giornata        | 28-03-15 |
| 17-7     | Imperia - Brescia  | 10-7     |
| 12-8     | Lavagna - Nervi    | 10-7     |
| 8-8      | Plebiscito - Sori  | 4-13     |
| 12-10    | Torino - Camogli   | 6-11     |
| 23-11    | Trieste - Arenzano | 13-6     |
| 8-2      | Chiavari - Quinto  | 4-7      |

| 24-01-15 | 9ª giornata           | 25-04-15 |
| 5-4      | Camogli - Lavagna     | 7-9      |
| 4-8      | Nervi - Sori          | 5-9      |
| 9-7      | Torino - Chiavari     | 7-8      |
| 18-8     | Trieste - Imperia     | 15-5     |
| 12-5     | Quinto - Brescia      | 13-4     |
| 9-13     | Arenzano - Plebiscito | 6-11     |

### Girone Sud

#### Classifica
|  |     | Regular season 2014-2015 | Pti | G  | V  | N | P  | GF  | GS  | DR   |
|  | --- | ------------------------ | --- | -- | -- | - | -- | --- | --- | ---- |
|  | 1.  | Civitavecchia            | 58  | 22 | 19 | 1 | 2  | 297 | 191 | +106 |
|  | 2.  | Ortigia                  | 48  | 22 | 16 | 0 | 6  | 227 | 196 | +31  |
|  | 3.  | Roma Nuoto               | 47  | 22 | 15 | 2 | 5  | 237 | 202 | +35  |
|  | 4.  | Catania                  | 46  | 22 | 15 | 1 | 6  | 278 | 208 | +70  |
|  | 5.  | Telimar Palermo          | 33  | 22 | 10 | 3 | 9  | 238 | 235 | +3   |
|  | 6.  | Arechi                   | 29  | 22 | 9  | 2 | 11 | 168 | 184 | -11  |
|  | 7.  | President Bologna        | 29  | 22 | 9  | 2 | 11 | 174 | 185 | -11  |
|  | 8.  | 7 Scogli                 | 29  | 22 | 9  | 2 | 11 | 209 | 211 | -2   |
|  | 9.  | Salerno                  | 27  | 22 | 8  | 3 | 11 | 195 | 211 | -16  |
|  | 10. | Muri Antichi             | 22  | 22 | 7  | 1 | 13 | 213 | 220 | -16  |
|  | 11. | RN Latina                | 16  | 22 | 5  | 1 | 16 | 174 | 247 | -73  |
|  | 12. | Promogest                | 3   | 22 | 1  | 0 | 21 | 145 | 263 | -120 |

#### Calendario e risultati
| 15-11-14 | 1ª giornata                  | 21-02-15 |
| 14-6     | Ortigia - Arechi             | 11-10    |
| 20-9     | Catania - Promogest          | 15-7     |
| 11-7     | Roma Nuoto - 7 Scogli        | 11-12    |
| 11-11    | Salerno - President          | 5-11     |
| 18-5     | Telimar - Latina             | 12-9     |
| 13-11    | Civitavecchia - Muri Antichi | 11-9     |

| 06-12-14 | 4ª giornata             | 14-03-15 |
| 3-17     | President - Catania     | 7-8      |
| 13-9     | Ortigia - Telimar       | 10-13    |
| 12-13    | Muri Antichi - 7 Scogli | 9-11     |
| 10-7     | Latina - Salerno        | 5-9      |
| 5-11     | Promogest - Roma Nuoto  | 8-12     |
| 8-12     | Arechi - Civitavecchia  | 6-6      |

| 10-01-15 | 7ª giornata              | 11-04-15 |
| 14-6     | Muri Antichi - Promogest | 10-7     |
| 10-10    | Roma Nuoto - Catania     | 9-14     |
| 5-3      | Latina - President       | 5-9      |
| 7-9      | Salerno - Ortigia        | 9-10     |
| 21-6     | Civitavecchia - Telimar  | 11-10    |
| 8-7      | 7 Scogli - Arechi        | 8-9      |

| 31-01-15 | 10ª giornata            | 02-05-15 |
| 13-9     | Ortigia - Latina        | 14-9     |
| 14-11    | Catania - Muri Antichi  | 11-10    |
| 10-9     | Roma Nuoto - President  | 8-10     |
| 7-3      | Telimar - 7 Scogli      | 9-10     |
| 13-8     | Arechi - Promogest      | 10-5     |
| 19-9     | Civitavecchia - Salerno | 12-10    |

| 22-11-14 | 2ª giornata               | 28-02-15 |
| 7-8      | President - Ortigia       | 10-13    |
| 8-15     | Muri Antichi - Roma Nuoto | 11-13    |
| 8-14     | Latina - Civitavecchia    | 10-18    |
| 10-12    | Promogest - Telimar       | 7-9      |
| 9-8      | Arechi - Catania          | 11-19    |
| 8-9      | 7 Scogli - Salerno        | 10-10    |

| 13-12-14 | 5ª giornata              | 21-03-15 |
| 9-7      | Muri Antichi - President | 2-4      |
| 5-1      | Roma Nuoto - Arechi      | 8-7      |
| 12-6     | Salerno - Promogest      | 12-9     |
| 10-8     | Telimar - Catania        | 8-14     |
| 11-5     | Civitavecchia - Ortigia  | 15-4     |
| 18-8     | 7 Scogli - Latina        | 9-12     |

| 17-01-15 | 8ª giornata               | 18-04-15 |
| 14-13    | President - Civitavecchia | 9-10     |
| 9-3      | Ortigia - 7 Scogli        | 9-5      |
| 8-7      | Catania - Salerno         | 8-10     |
| 6-5      | Promogest - Latina        | 6-10     |
| 9-16     | Telimar - Roma Nuoto      | 13-16    |
| 9-6      | Arechi - Muri Antichi     | 7-9      |

| 14-02-15 | 11ª giornata             | 16-05-16 |
| 9-10     | President - Arechi       | 7-12     |
| 12-12    | Muri Antichi - Telimar   | 14-19    |
| 10-12    | Latina - Catania         | 7-23     |
| 7-9      | Promogest - Ortigia      | 8-14     |
| 6-11     | Salerno - Roma Nuoto     | 10-13    |
| 10-14    | 7 Scogli - Civitavecchia | 11-13    |

| 29-11-14 | 3ª giornata               | 07-03-15 |
| 12-11    | Catania - Ortigia         | 10-9     |
| 12-10    | Roma Nuoto - Latina       | 6-6      |
| 15-9     | Salerno - Muri Antichi    | 7-12     |
| 14-8     | Telimar - Arechi          | 10-10    |
| 22-8     | Civitavecchia - Promogest | 10-5     |
| 7-8      | 7 Scogli - President      | 4-4      |

| 20-12-14 | 6ª giornata             | 28-03-15 |
| 9-11     | President - Telimar     | 10-9     |
| 11-9     | Ortigia - Roma Nuoto    | 11-13    |
| 10-12    | Catania - Civitavecchia | 10-16    |
| 8-10     | Latina - Muri Antichi   | 10-13    |
| 6-10     | Promogest - 7 Scogli    | 4-20     |
| 5-6      | Arechi - Salerno        | 7-5      |

| 24-01-15 | 9ª giornata                | 25-04-15 |
| 8-9      | Muri Antichi - Ortigia     | 6-11     |
| 8-7      | Roma Nuoto - Civitavecchia | 10-17    |
| 8-7      | Latina - Arechi            | 5-8      |
| 3-4      | Promogest - President      | 5-9      |
| 11-10    | Salerno - Telimar          | 8-8      |
| 11-10    | 7 Scogli - Catania         | 11-17    |

## Play off

### Tabellone 1
|  | Semifinali | Semifinali | Semifinali | Semifinali | Semifinali |  |  | Finale | Finale  | Finale | Finale | Finale |  |
|  |            |            |            |            |            |  |  |        |         |        |        |        |  |
|  | 1N         | Trieste    | 10         | 10         | 10         |  |  |        |         |        |        |        |  |
|  | 4S         | Catania    | 7          | 11         | 6          |  |  | 1N     | Trieste | 16     | 8      | 11     |  |
|  | 2S         | Ortigia    | 10         | 10         | 11         |  |  | 2S     | Ortigia | 8      | 9      | 5      |  |
|  | 3N         | Quinto     | 6          | 12         | 9          |  |  |        |         |        |        |        |  |

### Tabellone 2
|  | Semifinali | Semifinali    | Semifinali    | Semifinali | Semifinali |  |  | Finale | Finale      | Finale   | Finale  | Finale |  |
|  |            |               |               |            |            |  |  |        |             |          |         |        |  |
|  | 1S         | Civitavecchia | Civitavecchia | 7          | 18         |  |  |        |             |          |         |        |  |
|  | 4N         | Lavagna '90   | Lavagna '90   | 10 (dtr)   | 19 (dtr)   |  |  | 4N     | Lavagna '90 | 11       | 9       | 5      |  |
|  | 2N         | Sori          | 12            | 8          | 11         |  |  | 2N     | Sori        | 12 (dtr) | 7 (dtr) | 6      |  |
|  | 3S         | Roma Nuoto    | 5             | 10         | 9          |  |  |        |             |          |         |        |  |

## Play-out
|                         | Gara 1 | Gara 2 | Gara 3 |
| ----------------------- | ------ | ------ | ------ |
| Imperia - RN Latina     | 9-6    | 8-7    | -      |
| Muri Antichi - Arenzano | 11-12  | 13-10  | 13-7   |

## Verdetti
- Trieste,  Sori e   Ortigia[1] promosse in Serie A1.
- Arenzano,  RN Latina,  Brescia e  Promogest retrocesse in Serie B.